# Zahariceni, Putila
Zahariceni, întâlnit și sub forma Podzaharici (în ucraineană Підзахаричі, transliterat: Pidzaharîci și în germană Podzaharycz) este un sat reședință de comună în raionul Putila din regiunea Cernăuți (Ucraina). Are 443 locuitori, în totalitate ucraineni (huțuli).
Satul este situat la o altitudine de 464 metri, pe malul râului Ceremuș,  în partea de nord a raionului Putila. De această comună depind administrativ satele Horova și Mejabrode.

## Istorie
Localitatea Zahariceni a făcut parte încă de la înființare din regiunea istorică Bucovina a Principatului Moldovei. După anexarea Bucovinei de către Imperiul Habsburgic în anul 1775, localitatea Zahariceni a făcut parte din Ducatul Bucovinei, guvernat de către austrieci, făcând parte din districtul Vijnița (în germană Wiznitz). 
După Unirea Bucovinei cu România la 28 noiembrie 1918, satul Zahariceni a făcut parte din componența României, în Plasa Răstoacelor a județului Storojineț. Pe atunci, majoritatea populației era formată din ucraineni.
Ca urmare a Pactului Ribbentrop-Molotov (1939), Bucovina de Nord a fost anexată de către URSS la 28 iunie 1940, reintrând în componența României în perioada 1941-1944. Apoi, Bucovina de Nord a fost reocupată de către URSS în anul 1944 și integrată în componența RSS Ucrainene. 
Începând din anul 1991, satul Zahariceni face parte din raionul Putila al regiunii Cernăuți din cadrul Ucrainei independente. Conform recensământului din 1989, toți locuitorii satului s-au declarat a fi ucraineni (huțuli) . În prezent, satul are 443 locuitori, în totalitate ucraineni.

## Demografie
Componența lingvistică a localității Zahariceni
     Ucraineană (99,77%)
     Alte limbi (0,23%)
Conform recensământului din 2001, majoritatea populației localității Zahariceni era vorbitoare de ucraineană (99,77%), existând în minoritate și vorbitori de alte limbi.
1989: 437 (recensământ) 
2007: 443 (estimare)

### Recensământul din 1930
Componența etnică a comunei Zahariceni (județul Storojineț)
     Români (1,07%)
     Evrei (3,15%)
     Ruteni (95,68%)
     Turci (0,1%)
Componența confesională a comunei Zahariceni
     Ortodocși (95,93%)
     Mozaici (3,15%)
     Altă religie (0,92%)
Conform recensământului efectuat în 1930, populația comunei Zahariceni se ridica la 1.205 locuitori. Majoritatea locuitorilor erau ruteni (95,68%), cu o minoritate de evrei (3,15%), una de români (1,07%) și una de turci (0,1%). Din punct de vedere confesional, majoritatea locuitorilor erau ortodocși (95,93%), dar existau și mozaici (3,15%). Alte persoane au declarat: greco-catolici (3 persoane), baptiști (7 persoane) și musulmani (1 persoană).

## Obiective turistice
- Biserica de lemn cu hramul "Sf. Vasile" - sfințită la 7 decembrie 1991 [5]
- Muzeul etnografic - sunt expuse aici obiecte de mobilier din lemn, obiecte de uz casnic, covoare, broderii, ouă încondeiate etc. [6]